# Campeonato Brasileiro Série B 2017
Il Campeonato Brasileiro Série B 2017 è stata la trentaseiesima edizione del Campeonato Brasileiro Série B.

## Squadre partecipanti
| Squadra           | Città              | Stato               | Stagione 2016  |
| ----------------- | ------------------ | ------------------- | -------------- |
| ABC               | Natal              | Rio Grande do Norte | 4° in Série C  |
| América-MG        | Belo Horizonte     | Minas Gerais        | 20° in Série A |
| Boa Esporte       | Varginha           | Minas Gerais        | 1° in Série C  |
| Brasil de Pelotas | Pelotas            | Rio Grande do Sul   | 11° in Série B |
| Ceará             | Fortaleza          | Ceará               | 10° in Série B |
| CRB               | Maceió             | Alagoas             | 7° in Série B  |
| Criciúma          | Criciúma           | Santa Catarina      | 8° in Série B  |
| Figueirense       | Florianópolis      | Santa Catarina      | 18° in Série A |
| Goiás             | Goiânia            | Goiás               | 13° in Série B |
| Guarani           | Campinas           | San Paolo           | 2° in Série C  |
| Internacional     | Porto Alegre       | Rio Grande do Sul   | 17° in Série A |
| Juventude         | Caxias do Sul      | Rio Grande do Sul   | 3° in Série C  |
| Londrina          | Londrina           | Paraná              | 6° in Série B  |
| Luverdense        | Lucas do Rio Verde | Mato Grosso         | 9° in Série B  |
| Náutico           | Recife             | Pernambuco          | 5° in Série B  |
| Paraná            | Curitiba           | Paraná              | 15° in Série B |
| Paysandu          | Belém              | Pará                | 14° in Série B |
| Oeste             | Itápolis           | San Paolo           | 16° in Série B |
| Santa Cruz        | Recife             | Pernambuco          | 19° in Série A |
| Vila Nova         | Goiânia            | Goiás               | 12° in Série B |

## Classifica finale
|  | Pos. | Squadra           | Pt | G  | V  | N  | P  | GF | GS | DR  |
|  | ---- | ----------------- | -- | -- | -- | -- | -- | -- | -- | --- |
|  | 1.   | América-MG        | 73 | 38 | 20 | 13 | 5  | 46 | 25 | +21 |
|  | 2.   | Internacional     | 71 | 38 | 20 | 11 | 7  | 54 | 26 | +28 |
|  | 3.   | Ceará             | 67 | 38 | 19 | 10 | 9  | 46 | 32 | +14 |
|  | 4.   | Paraná            | 64 | 38 | 18 | 10 | 10 | 49 | 28 | +21 |
|  | 5.   | Londrina          | 62 | 38 | 18 | 8  | 12 | 56 | 46 | +10 |
|  | 6.   | Oeste             | 59 | 38 | 14 | 17 | 7  | 43 | 31 | +12 |
|  | 7.   | Vila Nova         | 58 | 38 | 15 | 13 | 10 | 38 | 30 | +8  |
|  | 8.   | Brasil de Pelotas | 51 | 38 | 15 | 6  | 17 | 43 | 50 | −7  |
|  | 9.   | Juventude         | 51 | 38 | 13 | 12 | 13 | 35 | 38 | −3  |
|  | 10.  | Boa Esporte       | 50 | 38 | 12 | 14 | 12 | 40 | 42 | −2  |
|  | 11.  | Paysandu          | 48 | 38 | 13 | 9  | 16 | 41 | 41 | 0   |
|  | 12.  | Figueirense       | 48 | 38 | 12 | 12 | 14 | 44 | 49 | −5  |
|  | 13.  | Criciúma          | 48 | 38 | 12 | 12 | 14 | 41 | 46 | −5  |
|  | 14.  | Goiás             | 45 | 38 | 12 | 9  | 17 | 35 | 46 | −11 |
|  | 15.  | CRB               | 45 | 38 | 12 | 9  | 17 | 35 | 50 | −15 |
|  | 16.  | Guarani           | 44 | 38 | 11 | 11 | 16 | 36 | 46 | −10 |
|  | 17.  | Luverdense        | 44 | 38 | 10 | 14 | 14 | 38 | 40 | −2  |
|  | 18.  | Santa Cruz        | 37 | 38 | 8  | 13 | 17 | 43 | 54 | −11 |
|  | 19.  | ABC               | 34 | 38 | 9  | 7  | 22 | 28 | 49 | −21 |
|  | 20.  | Náutico           | 32 | 38 | 8  | 8  | 22 | 29 | 51 | −22 |

Legenda:
      Promosse in Série A 2018
      Retrocesse in Série C 2018
Note:
Tre punti a vittoria, uno a pareggio, zero a sconfitta.